# Baba Garage
Baba Garage ist eine Gemeinde (commune) im Département Bambey der Region Diourbel, gelegen im zentralen Westen Senegals. Sie ist Sitz der Präfektur des Arrondissement de Baba Garage und besteht aus dem namensgebenden Hauptort (chef-lieu) sowie weiteren Dörfern (villages) und Weilern (hameaux).

## Geographische Lage
Die Gemeinde Baba Garage liegt im Erdnussbecken Senegals. Der Hauptort Baba Garage liegt 28 Kilometer nördlich der Départementspräfektur Bambey und 107 Kilometer östlich der Hauptstadt Dakar. Das Gemeindegebiet hat eine Fläche von 148,80 km². Benachbarte Kommunen sind im Uhrzeigersinn Koul und Mérina Dakhar im Norden, Dinguiraye im Osten, Gawane und Lambaye im Süden und im Westen Keur Samba Kane.

## Geschichte
Das Dorf Baba Garage war seit 1972 Hauptort einer Landgemeinde (communauté rurale) und die erhielt 2014, wie in Senegal alle communautés rurales, den landesweit einheitlichen Status einer Gemeinde (commune).

## Bevölkerung
Die letzten Volkszählungen ergaben jeweils folgende Einwohnerzahlen:
| Jahr | Einwohner |
| ---- | --------- |
| 1988 | 14.978    |
| 2002 | 17.126    |
| 2013 | 15.815    |
| 2023 | 18.305    |

Nach dem Zensus 1988 umfasste die Landgemeinde Baba Garage 52 Dörfer. Der Hauptort Baba Garage hatte damals 1168 Einwohner und lag damit nach Einwohnerzahl in der Landgemeinde an erster Stelle vor dem Dorf Tawa Fall (852 Einwohner).

## Verkehr
Baba Garage liegt an der Nationalstraße N 9 zwischen Bambey und Mékhé. 20 Kilometer südlich des Hauptortes liegt eine Anschlussstelle der N9 zur mautpflichtigen Autoroute 2 von Touba nach Dakar.